# Mario Fortunato
Mario Fortunato (ur. 19 marca 1905 w Buenos Aires, zm. 10 stycznia 1970 tamże) – argentyński piłkarz, pomocnik. Później trener.
Jako gracz klubu CA Huracán wziął udział w turnieju Copa América 1924, gdzie Argentyna została wicemistrzem Ameryki Południowej. Fortunato zagrał tylko w jednym meczu – z Chile.
Rok później, już jako piłkarz klubu CA Boca Juniors, wziął udział w turnieju Copa América 1925, gdzie Argentyna zdobyła tytuł mistrza Ameryki Południowej. Fortunato zagrał we wszystkich czterech meczach – w dwóch z Paragwajem i w dwóch z Brazylią.
Wciąż jako gracz Boca Juniors wziął udział w turnieju Copa América 1926, gdzie Argentyna została wicemistrzem Ameryki Południowej. Fortunato zagrał w trzech meczach – z Boliwią, Paragwajem i Chile.
Po zakończeniu kariery piłkarskiej został trenerem – pracując w latach 1931–1936 w Boca Juniors doprowadził ten klub to trzech tytułów mistrza Argentyny, w 1931, 1934 i 1935.